# Храм Святителя Алексия в Рогожской слободе
Храм Святителя Алексия в Рогожской слободе — православный храм в Таганском районе Москвы. Входит в состав Покровского благочиния Московской епархии Русской православной церкви. Построен в 1748—1751 годах в Рогожской слободе в стиле елизаветинского барокко. Имеет статус объекта культурного наследия федерального значения.

## История
Известно, что на месте нынешнего храма в Рогожской слободе существовала деревянная церковь, впервые упомянутая в 1625 году и, предположительно, построенная незадолго до этого. В 1696 году в деревянной церкви был устроен придел святого Николая. В 1701 году на её месте был построен кирпичный храм. Ныне существующий храм жители слободы возвели в 1748—1751 годах. Главный престол был освящён в честь Феодоровской иконы Божией Матери, боковые приделы — во имя Алексия Митрополита и Николая Чудотворца. Проект приписывается архитектору Дмитрию Ухтомскому. В 1778—1779 годах была выполнена роспись стен. Во второй половине XIX века при храме действовала богадельня на десять прихожанок.
По сведениям на начало XX века, в храме сохранялся барочный иконостас 1751 года и росписи стен 1778 года. Имелись две иконы XVI века: «Рождество Христово» и «Деисус» большого размера.
В 1922 году храм был ограблен советскими властями под предлогом помощи голодающим в Поволжье: из храма были изъяты богослужебные предметы и облачения, оклады икон, содержавшие 2 золотника золота, 17 пудов 15 фунтов 69 золотников серебра, 75 золотников жемчуга. Храм некоторое время оставался действующим. По воспоминаниям старожилов, его закрыли в 1928 году. В 1931 году храм начали ломать, но не сломали, хотя снесли колокольню до второго яруса, барабан с главой и крестом. С 1966 года в полуразрушенном храме действовал завод по обработке специальных сплавов, с 1984 года — ремонтно-строительное управление. В 1990 году здание занимал склад районного ремонтно-строительного управления. Была разобрана часть ограды. К зданию был сделан ряд пристроек.
В начале 1990-х годов храм был возвращён Русской православной церкви, начались реставрационные работы. В 2012 году было восстановлено завершение главного храма.

## Архитектура
Архитектура церкви относится к зрелому елизаветинскому барокко. К четверику (основному объёму) с востока примыкает полукруглая апсида, с запада — двухпредельная трапезная с трёхъярусной колокольней. Стены равномерно расчленены пилястрами и завершаются широкими карнизами. Широкие арочные окна украшены фигурными наличниками с лучковыми завершениями. Окна второго этажа четверика увенчаны завершениями в виде разорванных фронтонов.
Храм располагается на «стрелке» пересекающихся под острым углом улиц Николоямская и Станиславского (бывшие Большая и Малая Алексеевские). Ранее он завершал перспективу древнего Владимирского тракта. При подъезде к Москве храм Святителя Алексия воспринимался как часть архитектурного ансамбля, вместе со стоящим почти напротив храмом Сергия Радонежского.

## Духовенство
- Настоятель храма — иерей Владимир Духович;
- иерей Николай Савушкин[5].

## Святыни
- Икона преподобного Симеона Мироточивого. Перед иконой каждую вторую субботу сразу после литургии служат акафист Симеону Мироточивому[6].